# Marie Terezie z Thurn-Taxisu
Marie Terezie princezna z Thurn-Taxisu (německy Maria Theresia, Prinzessin von Thurn und Taxis, 6. července 1794, Řezno – 18. srpna 1874, Hütteldorf) byla německá šlechtična, princezna z Thurn-Taxisu, po sňatku s knížetem Pavla III. Antonína, kněžna Esterházyová z Galanty (1833-1866).

## Životopis
Narodila se 6. července roku 1794 v Řezně jako třetí dcera knížete Karla Alexandra z Thurn-Taxisu a jeho manželky Terezie z Meklenbursko-Střelické. Jejím pradědečkem z otcovy strany byl württemberský vévoda Karel I. Alexandr.

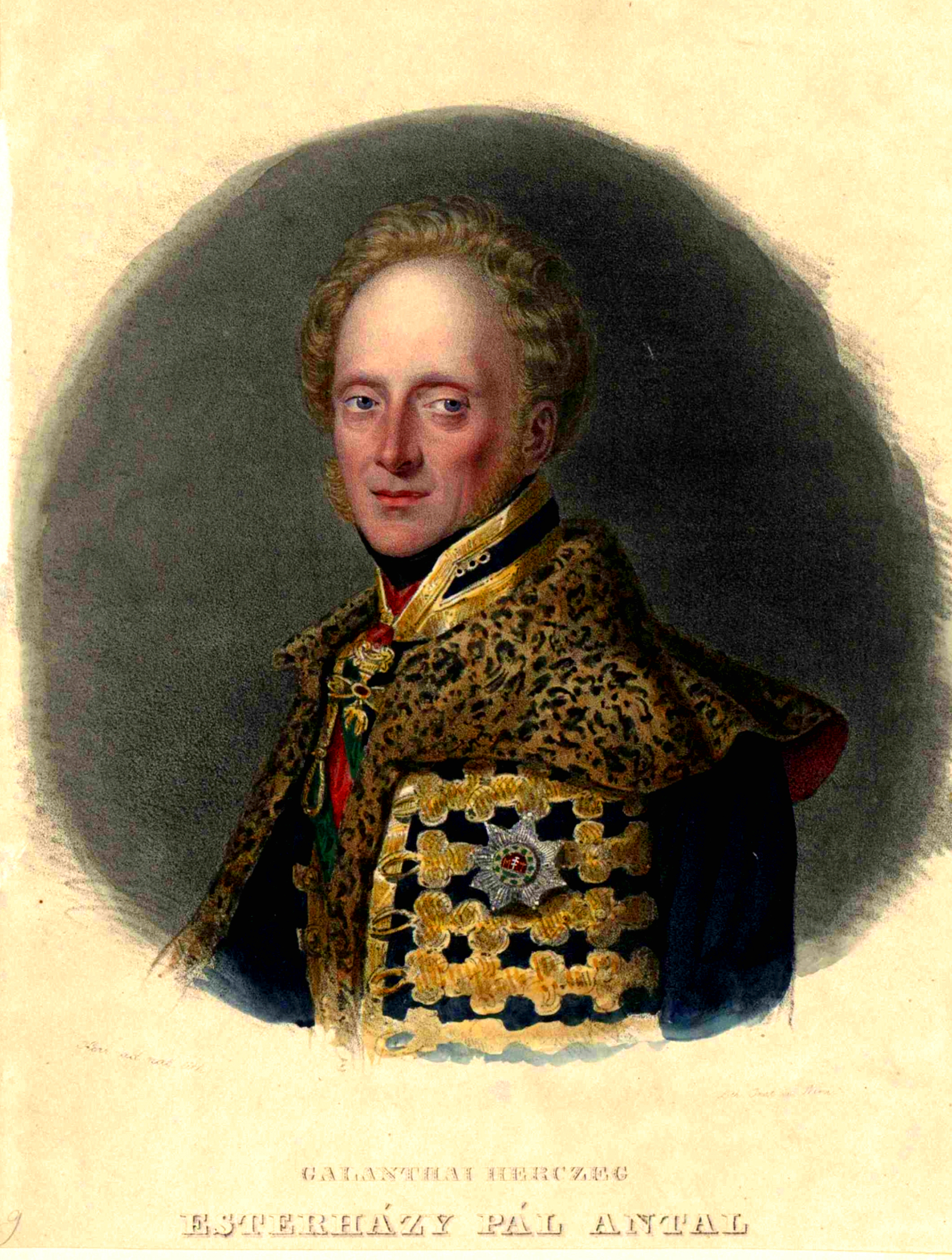
Kníže Pavel III. Antonín Esterházy na dobové litografii

### Rodina
18. června 1812  se osmnáctiletá Marie Terezie v Řezně provdala za knížete Pavla III. Antonína Esterházyho z Galanty. Kníže Esterházy byl uznávaným diplomatem Uherského království u habsburského dvora. V době konání vídeňského kongresu byla jeho manželka svými současníky obdivována.
Manželé měli tři děti: 
- Marie Terezie (27. května 1813, Řezno - 14. května 1894, Veselí nad Moravou), provdaná za hraběte Bedřicha Karla Chorinského z Ledské;
- Terezie Rosa (12. července 1815, Vídeň - 28. února 1894 tamtéž), provdaná za hraběte Karla z Cavriani;
- Mikuláš III. Antonín, 9. kníže Esterházy z Galanty (25. června 1817, Řezno - 28. ledna 1894, Vídeň), ženatý s lady Sarou Fredericou Child-Villiers.

Tomu, budoucímu knížeti Mikuláši III., by se podařilo napravit katastrofální hospodaření Esterházyho domu.
Po smrti svého tchána Mikuláše Esterházyho z Galanthy v roce 1833 se Pavel III. Antonín jeho nástupcem a Marie Terezie se tak stala kněžnou z Galanty.

## Tituly a oslovení
- 6. července 1794 – 18. června 1812: Její nejjasnější Výsost, kněžna Marie Terezie z Thurn-Taxisu
- 18. června 1812 - 25. listopadu 1833: Její nejjasnější Výsost, korunní kněžna Esterházyová z Galanthy, kněžna z Thurnu a Taxisu
- 25. listopadu 1833 – 21. května 1866: Její Klidná Výsost, kněžna Esterházyová z Galanty, kněžna z Thurn-Taxisu
- 21. května 1866 – 18. srpna 1874: Její nejjasnější Výsost, kněžna matka Esterházyová z Galánthy, kněžna z Thurn-Taxisu